# Poeciloderrhis boraceiana
Poeciloderrhis boraceiana är en kackerlacksart som beskrevs av Guilherme A.M.Lopes och de Oliveira 2006. Poeciloderrhis boraceiana ingår i släktet Poeciloderrhis och familjen jättekackerlackor. Inga underarter finns listade i Catalogue of Life.